# Gianfranco Cecchele
 (décembre 2023).
La mise en forme du texte ne suit pas les recommandations de Wikipédia : il faut le « wikifier ».
Les points d'amélioration suivants sont les cas les plus fréquents. Le détail des points à revoir est peut-être précisé sur la page de discussion.
- Les titres sont pré-formatés par le logiciel. Ils ne sont ni en capitales, ni en gras.
- Le texte ne doit pas être écrit en capitales (les noms de famille non plus), ni en gras, ni en italique, ni en « petit »…
- Le gras n'est utilisé que pour surligner le titre de l'article dans l'introduction, une seule fois.
- L'italique est rarement utilisé : mots en langue étrangère, titres d'œuvres, noms de bateaux, etc.
- Les citations ne sont pas en italique mais en corps de texte normal. Elles sont entourées par des guillemets français : « et ».
- Les listes à puces sont à éviter, des paragraphes rédigés étant largement préférés. Les tableaux sont à réserver à la présentation de données structurées (résultats, etc.).
- Les appels de note de bas de page (petits chiffres en exposant, introduits par l'outil «  Source ») sont à placer entre la fin de phrase et le point final[comme ça].
- Les liens internes (vers d'autres articles de Wikipédia) sont à choisir avec parcimonie. Créez des liens vers des articles approfondissant le sujet. Les termes génériques sans rapport avec le sujet sont à éviter, ainsi que les répétitions de liens vers un même terme.
- Les liens externes sont à placer uniquement dans une section « Liens externes », à la fin de l'article. Ces liens sont à choisir avec parcimonie suivant les règles définies. Si un lien sert de source à l'article, son insertion dans le texte est à faire par les notes de bas de page.
- La présentation des références doit suivre les conventions bibliographiques. Il est recommandé d'utiliser les modèles {{Ouvrage}}, {{Chapitre}}, {{Article}}, {{Lien web}} et/ou {{Bibliographie}}. Le mode d'édition visuel peut mettre en forme automatiquement les références.
- Insérer une infobox (cadre d'informations à droite) n'est pas obligatoire pour parachever la mise en page.

Pour une aide détaillée, merci de consulter Aide:Wikification.
Si vous pensez que ces points ont été résolus, vous pouvez retirer ce bandeau et améliorer la mise en forme d'un autre article.
 (décembre 2023).
Gianfranco Cecchele (Galliera Veneta, 25 juin 1938 - Galliera Veneta, 12 décembre 2018) est un ténor italien.

## Biographie
Enfant, bien qu'intéressé par le chant, il voulait devenir boxeur, mais le veto de son père l'a empêché de poursuivre cette carrière. Passionné d'opéra, sa voix est appréciée du maestro Marcello Del Monaco, avec lequel il commence à étudier le chant en 1962. Dès 1963, il remporte un concours organisé par le Teatro Nuovo de Milan.
Le 5 mars 1964, il fait ses débuts au Théâtre Bellini de Catane dans La Zolfara de Giuseppe Mulè . Rapidement, il se produit au Teatro alla Scala dans Rienzi de Wagner aux côtés de Giuseppe di Stefano, puis à Rome et à la Fenice de Venise dans Aïda.
En 1965, il incarne Pollione dans Norma à l'Opéra de Paris aux côtés de Maria Callas et Giulietta Simionato, dans la mise en scène de Franco Zeffirelli. La même année, il incarne Radames dans Aïda et Pollione dans Norma à La Scala.
Sa vocalité exubérante a rapidement conquis le public du monde entier et Cecchele a immédiatement accepté de chanter les œuvres les plus stimulantes du répertoire verdien et vériste. Le film Cavalleria rusticana de Mascagni produit par la Scala et avec Karajan et Strehler en témoigne.
Au cours des cinq premières années de sa carrière, entre 1964 et 1969, il donne 269 représentations. En 1969, à la suite d'amygdalites répétées, il est contraint de subir une ablation des amygdales, avec pour conséquence l'interruption de son activité professionnelle pendant 9 mois.
La convalescence fut longue et douloureuse, la rééducation des organes vocaux demanda du temps et de la persévérance, mais dès 1970 il put reprendre ses engagements et participer avec grand succès à une belle édition cinématographique de Turandot avec Birgit Nilsson et Georges Prêtre ; il reprend ensuite pleinement sa carrière, en abordant des rôles de plus en plus exigeants, comme Otello de Verdi à Bonn (1981) ; il a participé à de nombreux programmes télévisés, comme la série C'è musica e musica de Luciano Berio et Una voci nel West a Cinecittà, qui lui est consacrée.

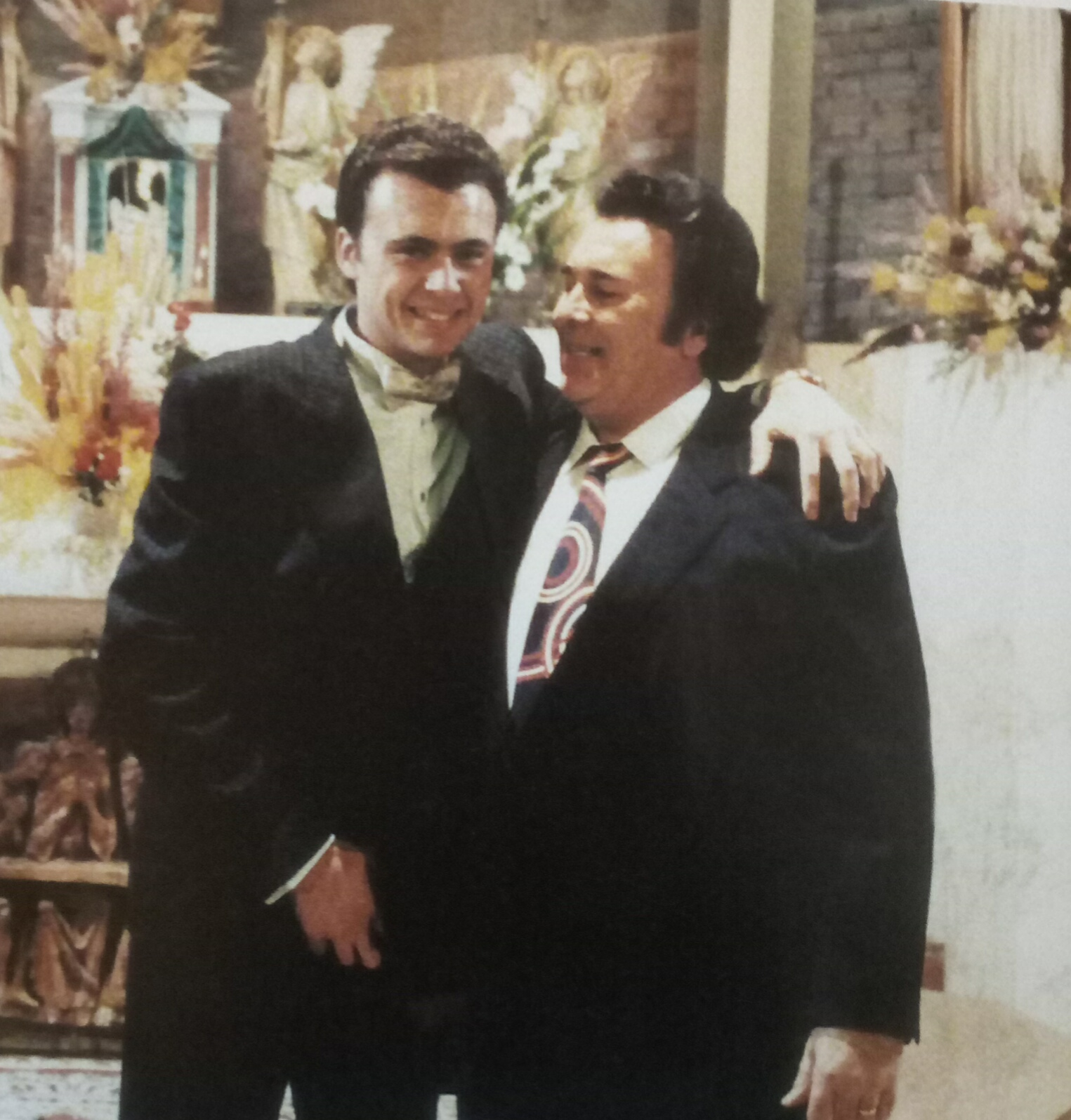
Le ténor Gianfranco Cecchele embrasse son fils Lorenzo après un de leurs concerts

Il poursuit sa carrière jusqu'en 2012 (Pagliacci est son dernier opéra au théâtre en 2006 et il se produira dans des concerts jusqu'en 2012), pour un total de 48 ans de carrière et environ 2 000 représentations à travers le monde.
Il a reçu de nombreux prix (Verdi D'oro, Viotti d'oro, Diapason, Melvin Jones), notamment deux prix "Enrico Caruso", à Lastra a Signa (Florence) et à Milan. Le 2 août 2017, il a reçu le Maria Callas Lifetime Achievement Award du Festival international Scaligero de Vérone. En 1967, à seulement 29 ans, il a été nommé Chevalier de la République italienne.
Cecchele est resté célèbre pour la bataille qu'il menée pour la création d'un syndicat des artistes d'opéra (Analpi) qui protégerait avant tout le travail des chanteurs italiens, et pour le litige avec le Teatro alla Scala (administration 1980) pour rupture de contrat et diffamation, qu'il a remporté après 12 ans de procédure mais qui a eu des conséquences négatives pour sa carrière en Italie.
Il est décédé des suites d'une longue maladie dans sa Galliera Veneta natale le 12 décembre 2018.

## Discographie
- Norma, avec Maria Callas, Fiorenza Cossotto, Ivo Vinco, réal. Georges Prêtre - live Paris 1965 éd. Mélodrame/Eklipse
- Turandot, avec Anna de'Cavalieri, réal. Ferruccio Scaglia, Chœur RAI et Orchestre de Rome 1965
- Simon Boccanegra, avec Giuseppe Taddei, Antonietta Stella, Giorgio Tozzi, réal. Giuseppe Patanè - live Munich 1966 éd. GDS/Maison de l'Opéra
- Aida, avec Virginia Zeani, Grace Bumbry, Giangiacomo Guelfi, Nikola Gjuzelev, réal. Fernando Previtali - live Naples 1967 éd. Bongiovanni
- Alzira, avec Virginia Zeani, Cornell MacNeil, Carlo Cava, réal. Franco Capuana - live Rome 1967 éd. Mélodrame/Gala
- Loreley, avec Elena Suliotis, Rita Talarico, Piero Cappuccilli, réal. Gianandrea Gavazzeni - live La Scala 1968 éd. Arcadie
- Turandot (DVD), avec Birgit Nilsson, Gabriella Tucci, Boris Carmeli, réal. Georges Prêtre - vidéo - RAI 1968 éd. Legato/Encore
- Cavalleria Rusticana (DVD), avec Fiorenza Cossotto, Adriana Martino, Giangiacomo Guelfi, Anna Di Stasio réal. Herbert von Karajan, Orch. et Chœur du Teatro alla Scala, direction Giorgio Strehler - Deutsche Grammophon 1968
- La Gioconda, avec Renata Tebaldi, Anselmo Colzani, Franca Mattiucci, Paolo Washington, réal. Lamberto Gardelli - live Naples 1968 éd. Classique rustique
- Attila, avec Ruggero Raimondi, Antonietta Stella, Giangiacomo Guelfi, réal. Riccardo Muti - live RAI-Rome 1970
- Les Vêpres siciliennes, avec Martina Arroyo, Sherrill Milnes, Bonaldo Giaiotti, réal. Thomas Schippers - live Rai-Roma 1970 éd. Mythe
- Alzira, avec Angeles Gulin, Mario Sereni, Ferruccio Mazzoli, réal. Maurizio Rinaldi - live RAI- Turin 1971 éd. ÉDH/Gala
- La Bataille de Legnano, avec Rita Orlandi Malaspina, Mario Sereni, Mario Rinaudo, réal. Maurizio Rinaldi - live Milan-RAI 1973 éd. Amateurs d'opéra
- Don Carlo, avec Cesare Siepi, Angelo Romero, Martina Arroyo, Grace Bumbry, réal. Thomas Schippers - live Teatro dell'Opera di Roma 1974 éd. Amateurs d'opéra
- Tosca, avec Gwyneth Jones, Gabriel Bacquier, réal. Charles Mackerras - live Londres 1974 éd. DO
- Cecchele chante Verdi, réal. Maurizio Rinaldi, Cetra 1976
- Attila, avec Jerome Hines, Gilda Cruz-Romo, Cornelis Opthof, réal. Imre Pallo - live à Philadelphie 1978 éd. Gala
- Aroldo, avec Montserrat Caballé, Juan Pons, réal. Eve Queler CBS 1979
- La Vestale, avec Dunja Vejzovic, Gianfranco Sioli, Paola Romanò, réal. Vjeloslav Sutej - live Split 1987 éd. Bongiovanni

1. ↑  « Addio al grande tenore Gianfranco Cecchele », sur Rete Veneta news, 12 décembre 2018.